# Glenelg

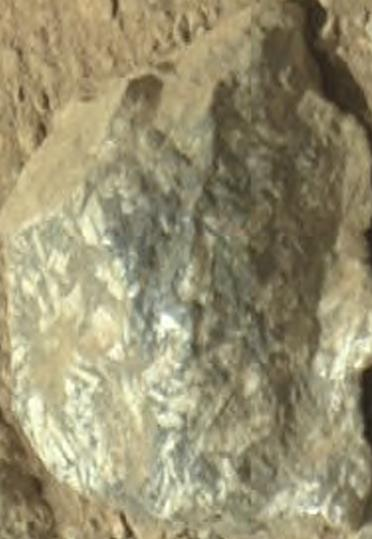
Roca encontrada en Sol 27

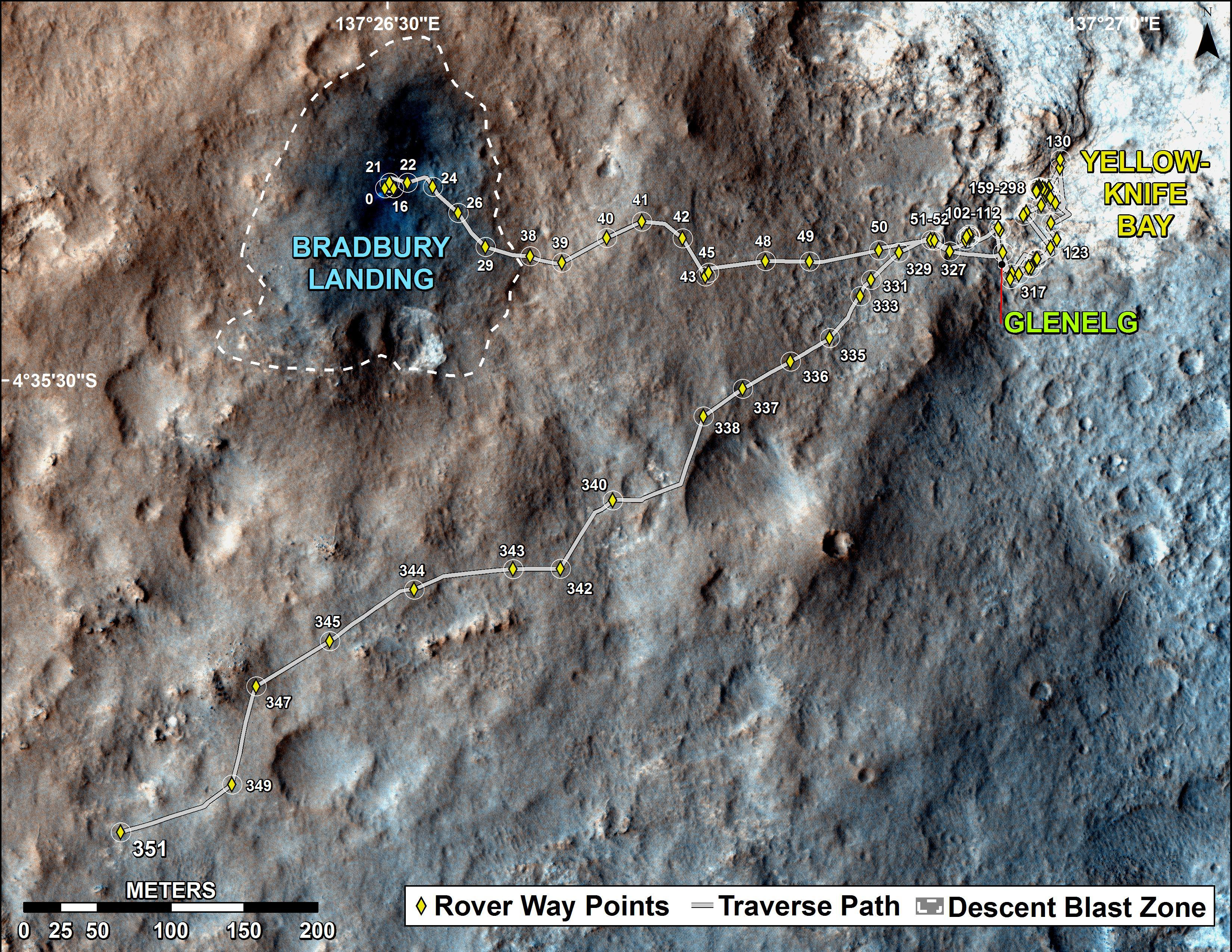
Plano de la primera milla recorrida por el rover Curiosity sobre Marte (1 de agosto de 2013) (3-D).

Glenelg (o Glenelg Intrigue) es una ubicación en Marte cerca del sitio de aterrizaje del Mars Science Laboratory (Rover Curiosity) (Bradbury Landing) en el cráter Gale, marcado por una intersección natural de tres tipos de terreno.
La ubicación fue nombrada Glenelg por científicos de la NASA por dos razones: todos los rasgos del terreno en la vecindad inmediata recibieron nombres asociados con Yellowknife (una localización situada en el norte del Canadá), y Glenelg es el nombre de un elemento geológico también situado allí. Además, el nombre es un palíndromo, y como el rover Curiosity está planificado para visitar la ubicación dos veces (ida y vuelta), esta fue una característica atractiva para el nombre. El Glenelg original es un pueblo de Escocia que el 20 de octubre de 2012 celebró una ceremonia, incluido un enlace en vivo con la NASA, para celebrar su "hermanamiento" con Glenelg en Marte.
El recorrido hasta Glenelg enviará el rover a 400 m (1300 pies) al este-sureste de su punto de aterrizaje. Uno de los tres tipos de terreno que se cruzan en Glenelg es el lecho de roca estratificado, que es atractivo como el primer objetivo de perforación.

## Imágenes

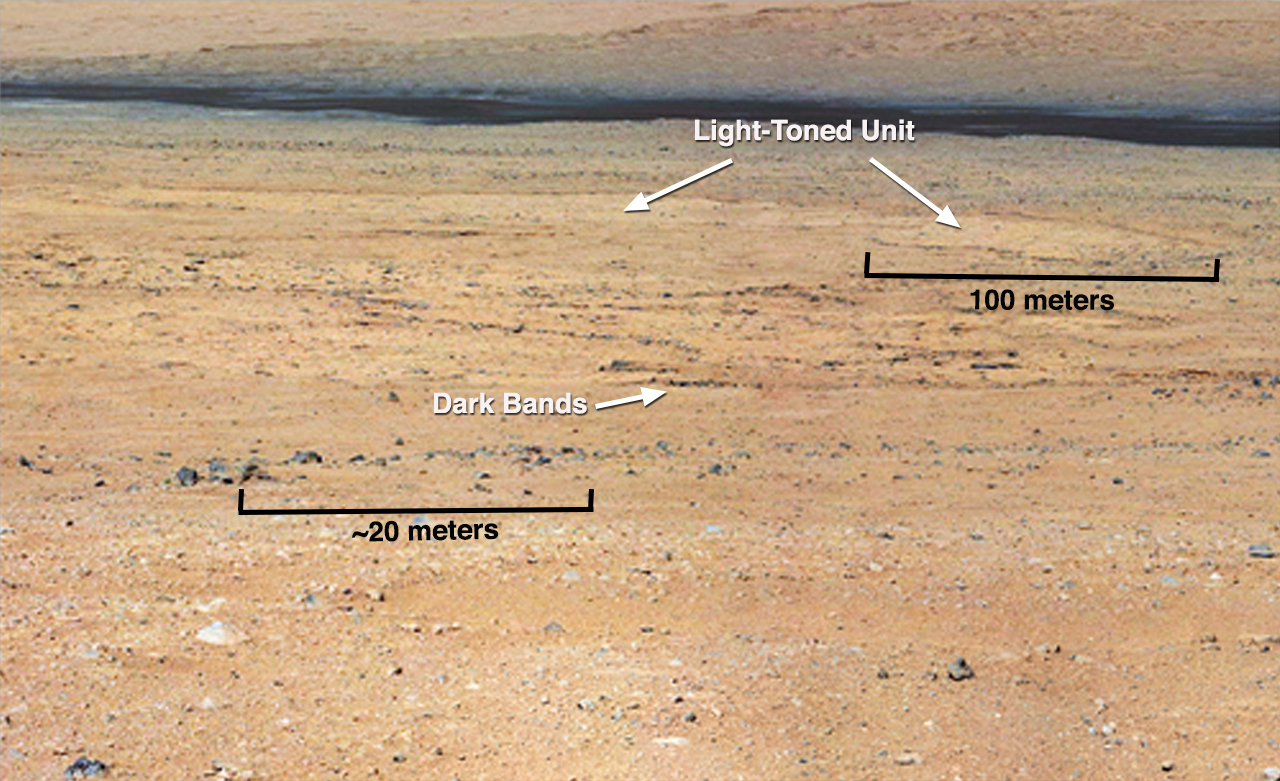
Vista desde el rover Curiosity del Área Glenelg, donde confluyen tres tipos de terrenos (19 de septiembre de 2012).
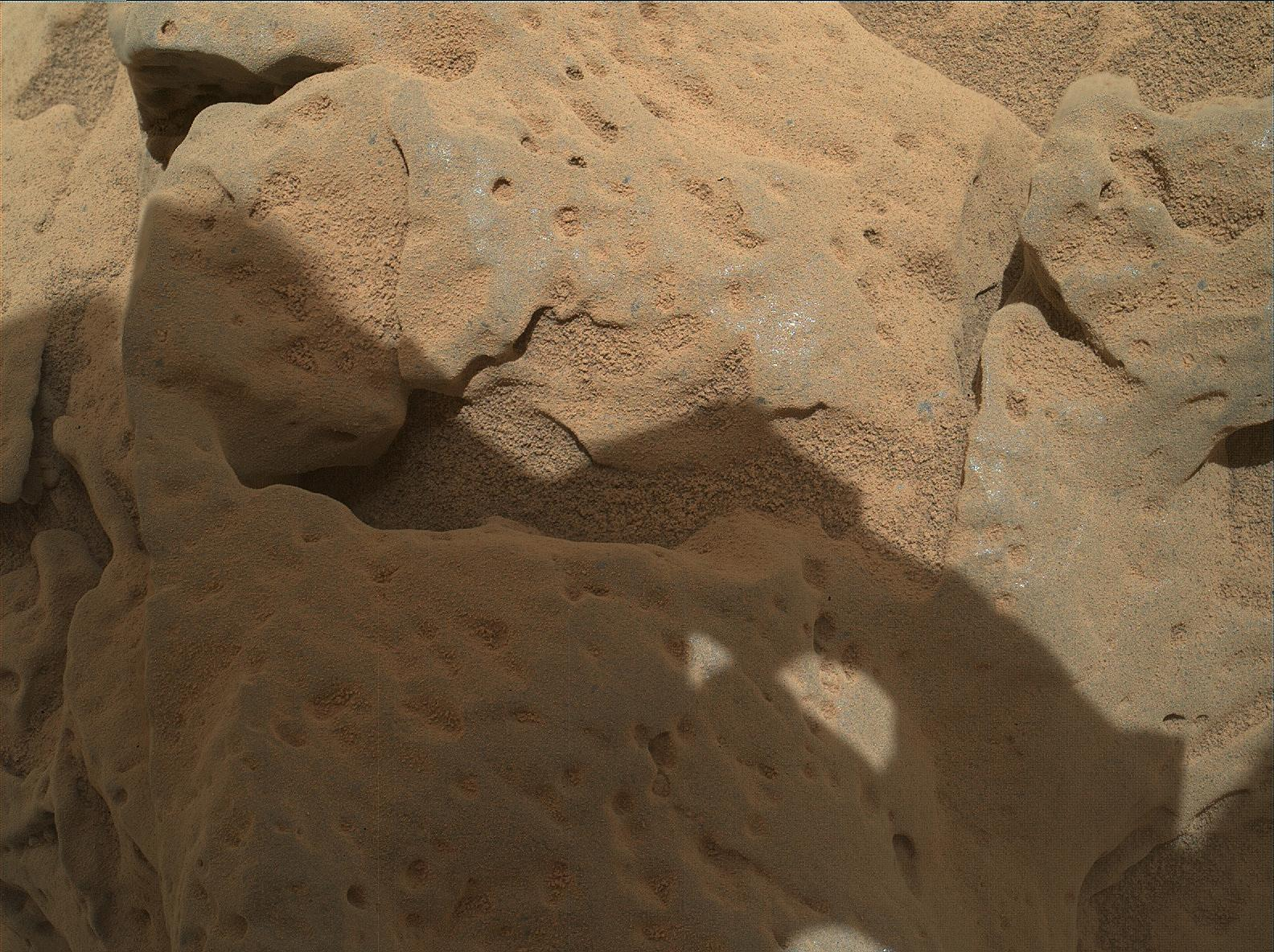
Roca "Burwash". Vista tomada por la cámara MAHLI del rover Curiosity (29 de octubre de 2012).
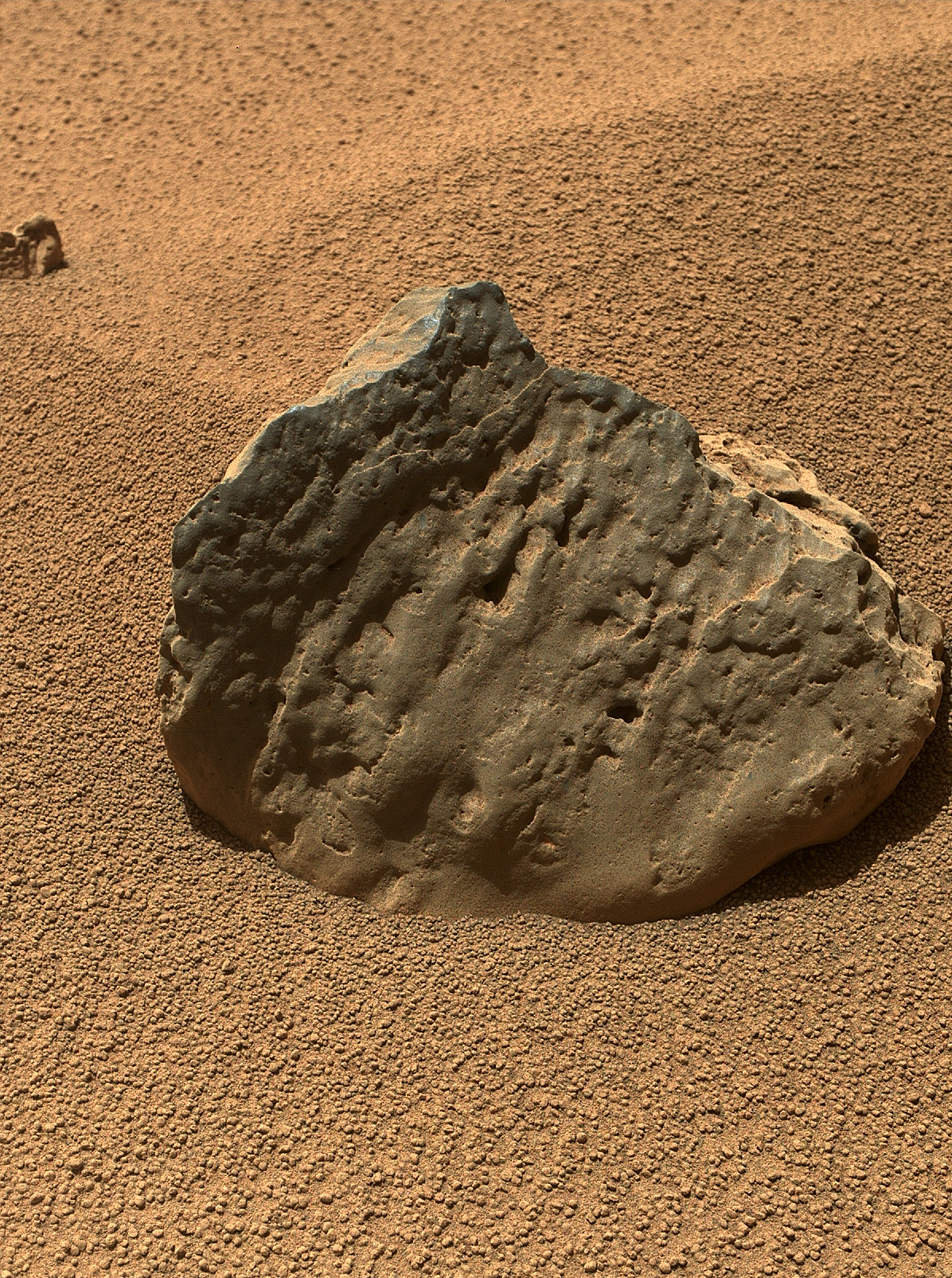
Roca "Et-Then". Vista tomada por la cámara MAHLI del rover Curiosity (29 de octubre de 2012).
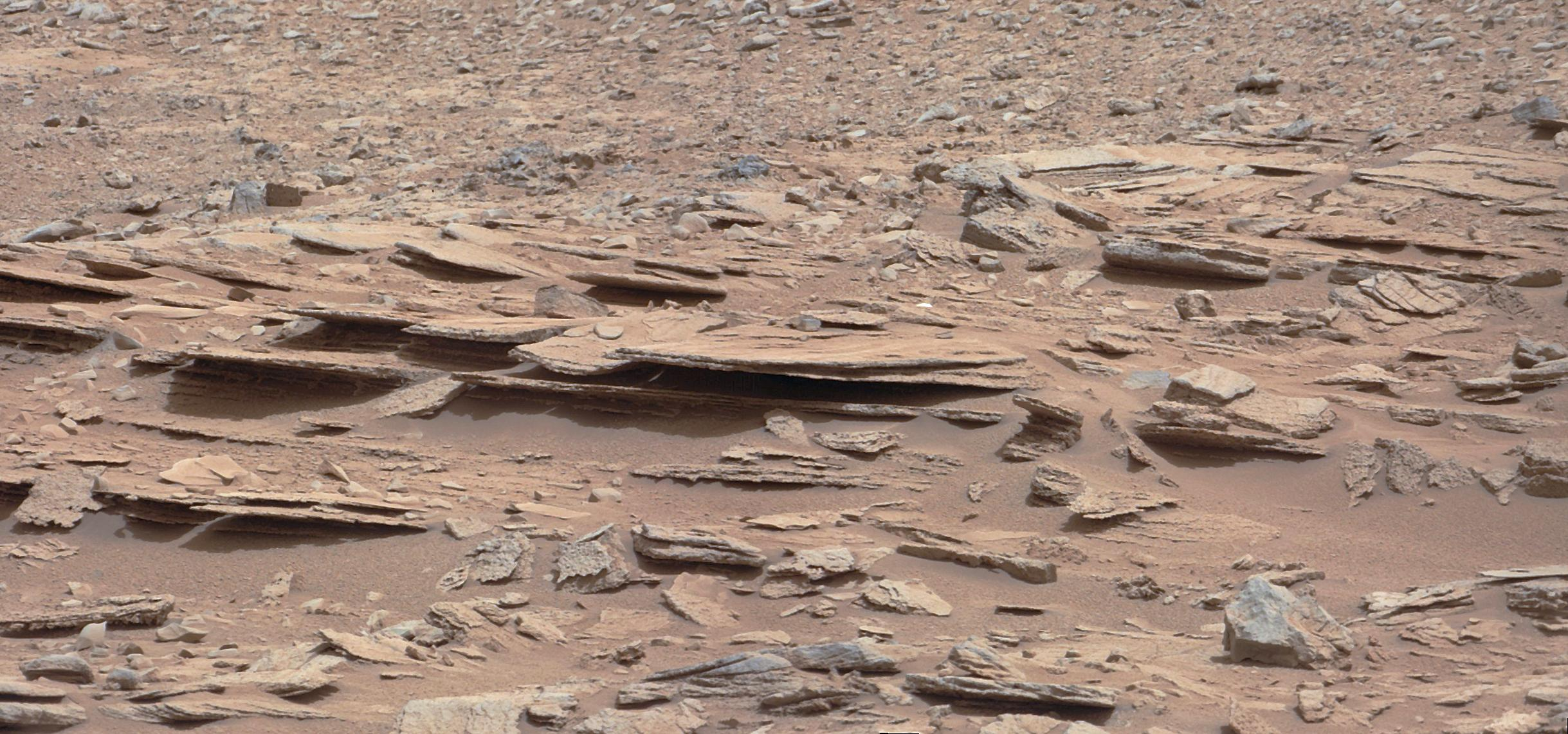
"Shaler", afloramiento de rocas cerca del área de Glenelg. Imagen tomada por la MastCam del rover Curiosity (7 de diciembre de 2012).